# Troodon
Troodon formosus
Genre
Espèce
Troodon (Troödon dans des sources plus anciennes, prononcé par les scientifiques Tro-odon signifiant en grec « dent blessante », mais Troudon par des narrateurs profanes) désigne un genre éteint de dinosaures relativement petits, ressemblant à des oiseaux, connu en Amérique du Nord au Campanien (Crétacé supérieur), soit il y a environ 77 Ma (millions d’années). Il comprend au moins une espèce trouvée au Montana : Troodon formosus. Douteuse, la définition de ce genre « fourre-tout » a été abandonnée au profit des genres Stenonychosaurus ou Latenivenatrix, et les discussions continuent.
Découvert en octobre 1855, Troodon formosus a été d’abord considéré comme un lézard jusqu’en 1877 ; en fait c’est l’un des premiers dinosaures découverts en Amérique du Nord. Plusieurs spécimens de troodontidés bien connus de la formation de Dinosaur Park en Alberta étaient autrefois supposés appartenir à ce genre. Cependant, des analyses récentes menées en 2017 ont révélé que le genre n’était pas précisément caractérisé et ont référé la plupart de ses spécimens au genre Stenonychosaurus (longtemps considéré comme synonyme de Troodon) et d’autres au genre nouvellement créé Latenivenatrix, avis qui ne fait pas encore consensus parmi les paléontologues,,.
Les dents étaient différentes de celles de la plupart des autres théropodes connus au moment de leur découverte : elles portent des dentelures proéminentes pointées vers le haut, morphométriquement plus similaires à celles des reptiles herbivores (comme les Pachycephalosauridae) et suggérant un régime éventuellement omnivore.

## Découverte et historique

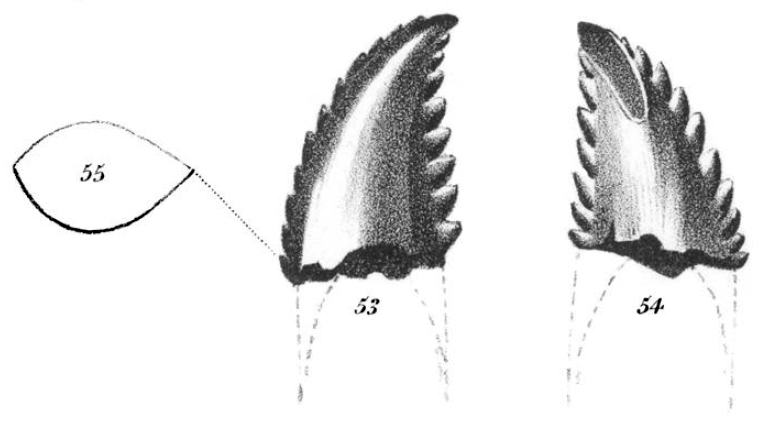
Dessin du spécimen type de Troodon, constitué d'une seule dent à denticules pointés vers l'apex de la dent.

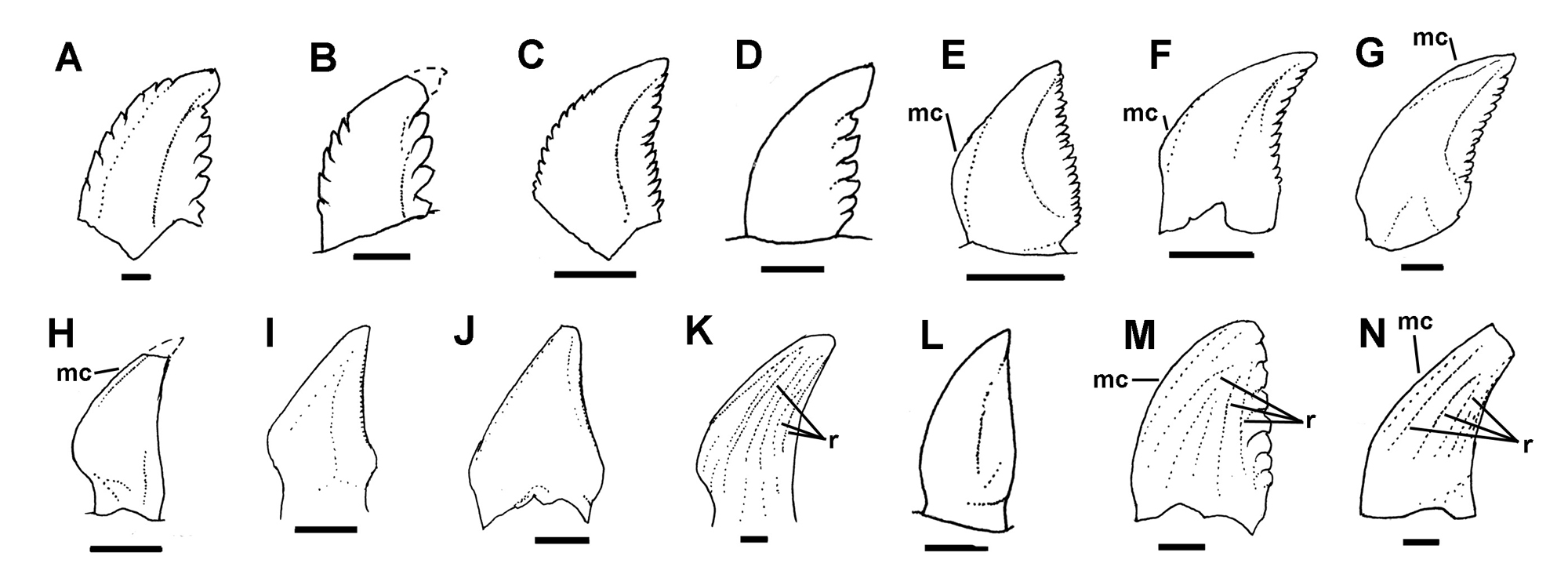
Comparaison de dents attribuées à différents genres et espèces de troodontidés, avec l'holotype du genre Troodon en A (T. formosus).

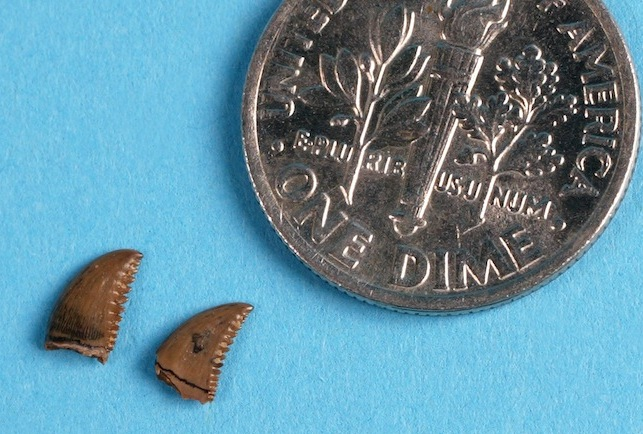
Dents de Troodon du Children’s Museum of Indianapolis comparées à une pièce de 10 cents (de 17.91 mm de diamètre).

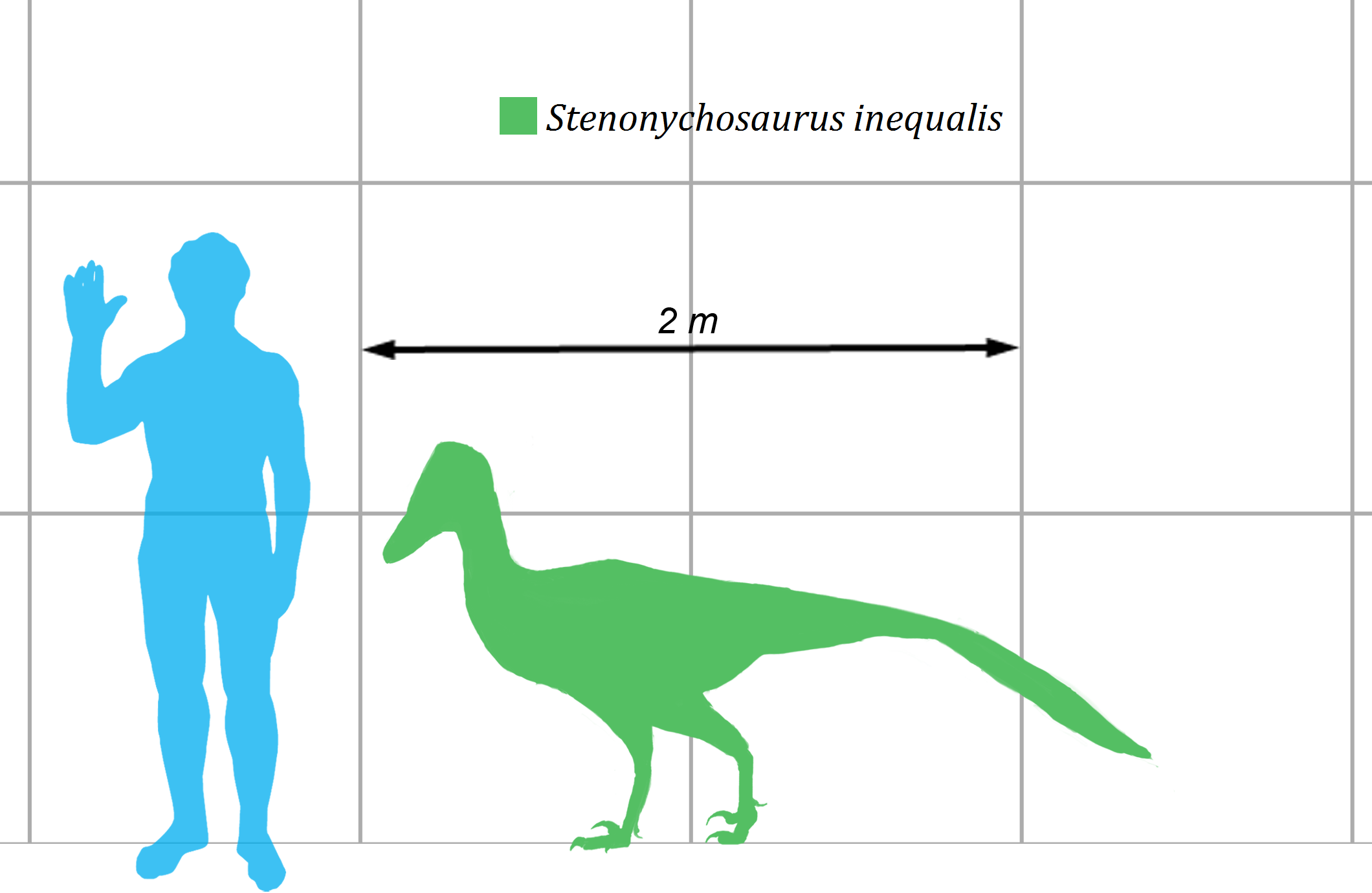
Taille de Stenonychosaurus inequalis (ex Troodon inequalis), comparée à celle d'un humain.

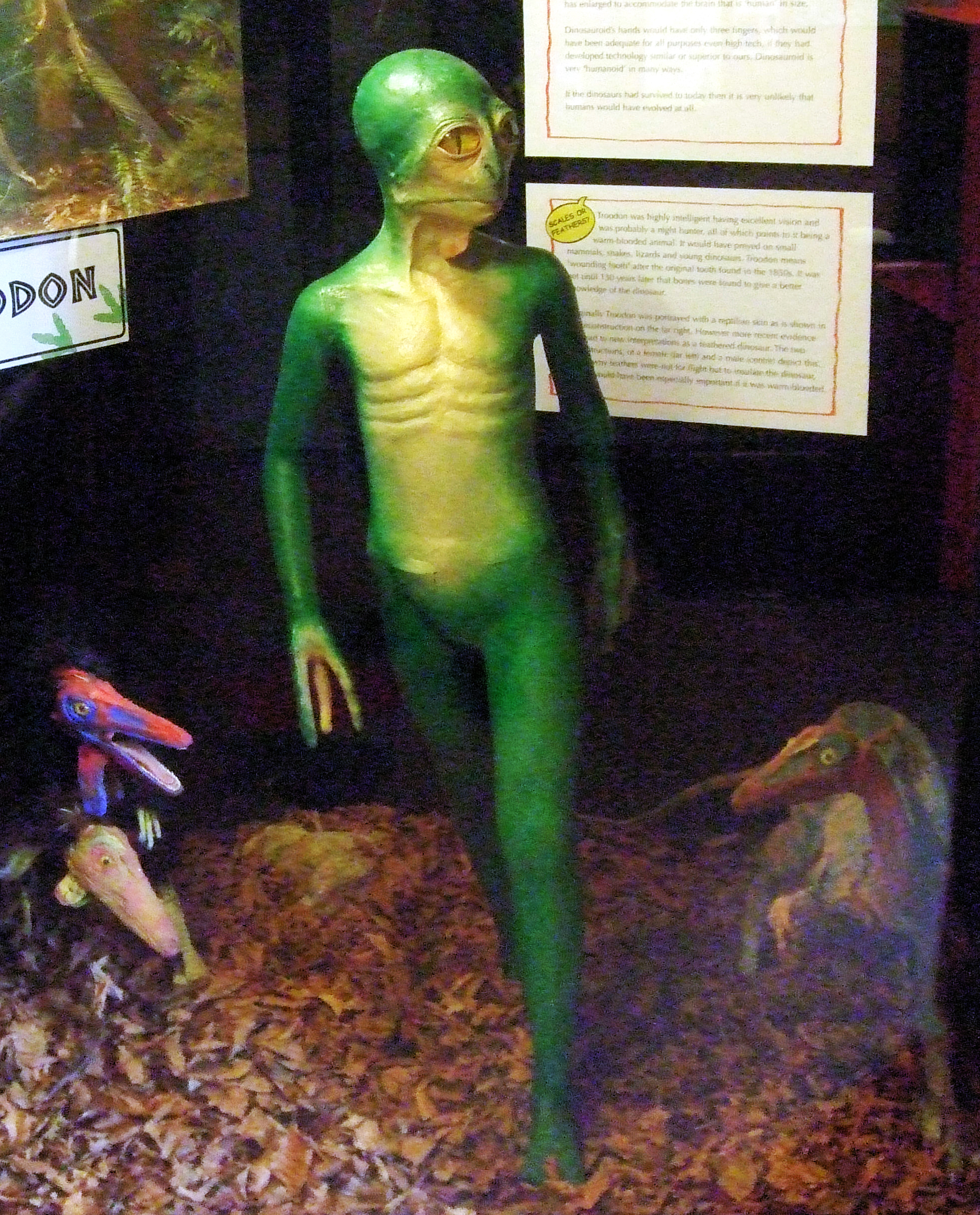
Statue d'un Dinosauroïde, créature imaginaire de reptiles à l'allure humaine, entouré de Stenonychosaurus (ex-Troodon).

### Recherches anciennes
Troodon est historiquement un taxon extrêmement instable et a fait l’objet de nombreuses synonymies contradictoires avec des spécimens de théropodes similaires.
Le nom a été écrit à l’origine Troödon (avec une diérèse) par Joseph Leidy en 1856 ; il a été officiellement modifié en Troodon par Henri Émile Sauvage en 1876. Le spécimen type de Troodon a posé des problèmes de classification, car le genre entier est basé uniquement sur une seule dent provenant de la formation de Judith River au Montana.
La dent holotype de Troodon était à l'origine classée comme « lacertilienne » (de type lézard) par Joseph Leidy, mais réaffectée en tant que dinosaure mégalosaure par Ferenc Nopcsa en 1901 (les Megalosauridae ayant toujours été un « taxon poubelle » pour la plupart des dinosaures carnivores). En 1924, Gilmore suggéra que la dent appartenait au pachycéphalosaure herbivore Stegoceras et que ce dernier était en fait un synonyme junior de Troodon (la similitude des dents de troodontidés avec celles des dinosaures herbivores continue d'amener de nombreux paléontologues à penser que ces animaux étaient omnivores). La classification de Troodon parmi les pachycéphalosaures a été suivie pendant de nombreuses années, au cours desquelles la famille des Pachycephalosauridae était connue sous le nom de Troodontidae. En 1945, Charles Mortram Sternberg  rejette la possibilité que Troodon soit un pachycéphalosaure en raison de sa plus grande similitude avec les dents d'autres dinosaures carnivores. Troodon étant désormais classé parmi les théropodes, la famille des Troodontidae ne pouvait plus être utilisée pour regrouper les dinosaures à tête bombée. Sternberg a donc nommé une nouvelle famille, les Pachycephalosauridae.

### Dénomination des espèces apparentées
Les deux premiers spécimens attribués à Troodon qui n'étaient pas des dents ont été découverts par Sternberg au début des années 1930, dans la formation de Dinosaur Park en Alberta. Le premier a été nommé Stenonychosaurus inequalis par Sternberg en 1932, basé sur un pied, des fragments de main et des vertèbres caudales. Une caractéristique remarquable de ces vestiges était la griffe élargie sur le deuxième orteil, qui est maintenant reconnue comme caractéristique des premiers paraviens. Sternberg a initialement classé Stenonychosaurus dans la famille des Coeluridae. Le second, un os partiel inférieur de la mâchoire, a été décrit par Gilmore (1932) comme une nouvelle espèce de lézards qu’il a nommée Polyodontosaurus grandis. Plus tard, en 1951, Sternberg a reconnu P. grandis comme un synonyme possible de Troodon et a supposé que, puisque Stenonychosaurus avait un « pied très particulier » et Troodon « des dents tout aussi inhabituelles », ils pouvaient être étroitement liés. Malheureusement, aucun spécimen comparable n'était disponible à ce moment-là pour tester l'idée. Dans une récente révision du matériel réalisée par van der Reest & Currie, il a été déterminé que Polyodontosaurus était un nomen dubium, impossible à mettre en synonymie avec d'autres taxons.
Un squelette plus complet de Stenonychosaurus a été décrit par Dale Russell en 1969 à partir de la formation de Dinosaur Park, qui a finalement constitué le fondement scientifique d'une célèbre sculpture grandeur nature de Stenonychosaurus, accompagnée de son « descendant » fictif et humanoïde, le dinosauroïde. Stenonychosaurus est devenu un théropode bien connu dans les années 1980, lorsque les pieds et le crâne ont été décrits plus en détail. Avec Saurornithoides, il formait la famille des Saurornithoididae. Sur la base des différences dans la structure des dents et de la nature extrêmement fragmentaire des spécimens originaux de Troodon formosus, on pensait que les saurornithoididés étaient de parents proches, tandis que Troodon était considéré comme un membre douteux de la famille. En 1987, Phil Currie montra que les différences supposées dans la structure de la dent et de la mâchoire parmi les troodontidés et les saurornithoididés étaient liées à l'âge des spécimens âge et la position de la dent dans la mâchoire, plutôt que sur une différence d'espèces. Il a reclassé Stenonychosaurus inequalis ainsi que Polyodontosaurus grandis et Pectinodon bakkeri comme des synonymes juniors de Troodon formosus. Currie a également fait des Saurornithoididae un synonyme junior des Troodontidae. En 1988, Gregory S. Paul est allé plus loin et a inclus Saurornithoides mongoliensis au genre Troodon sous le nom binominal de T. mongoliensis. Cependant cette reclassification, ainsi que de nombreux autres mises en synonymie n'ont pas été adoptées par d'autres chercheurs. L'attribution par P. Currie de tous les fossiles de troodontidés d'Amérique du Nord à l'espèce Troodon formosus a été largement adoptée par d'autres paléontologues et tous les spécimens autrefois appelés Stenonychosaurus ont été renommés Troodon dans la littérature scientifique du début du XXIe siècle.

### Épilogue du modèle de l'espèce unique?
Cependant, l'idée selon laquelle tous les troodontidés d'Amérique du Nord du Crétacé supérieur appartiennent à une seule espèce a commencé à être remise en question peu après la publication du document de P. Currie en 1987, y compris par Currie lui-même. En 1990, Currie et ses collègues ont noté que, même s'ils pensaient que les troodontidés de la formation de Judith River étaient tous des T. formosus, les fossiles de troodontidés d'autres formations, telles que la formation de Hell Creek et la formation de Lance, pourraient appartenir à des espèces différentes. En 1991, George Olshevsky a attribué les fossiles de la formation de Lance, qui avaient d'abord été nommés Pectinodon bakkeri puis considérés comme synonyme de Troodon formosus, à l'espèce Troodon bakkeri. Plusieurs autres chercheurs (dont Currie) ont rétabli la distinction pour les fossiles de la formation de Dinosaur Park en leur ré-attribuant le nom de Troodon inequalis (maintenant Stenonychosaurus inequalis).
En 2011, Zanno et ses collègues ont passé en revue l'historique très compliqué de la classification des troodontidés d'Amérique du Nord. Ils suivent Longrich (2008) en considérant Pectinodon bakkeri comme un genre valide. Ils soulignent qu'il est presque certain que les nombreux spécimens du Crétacé supérieur actuellement attribués à Troodon formosus représentent de nombreux nouveaux genres, mais qu'un examen plus approfondi des spécimens est nécessaire. Étant donné que l'holotype de T. formosus est une dent isolée, ils considèrent Troodon comme un nomen dubium.
En 2017, Evans et ses collègues ont également discuté de la nature non diagnostique de l'holotype de Troodon formosus et ont suggéré que les squelettes découverts dans la formation de Dinosaur Park soient attribués au genre Stenonychosaurus . Plus tard au cours de la même année, Aaron J. van der Reest et P. Currie en arrivent à la même conclusion, mais séparent une grande partie du matériel attribué à Stenonychosaurus pour l'assigner à un nouveau genre : Latenivenatrix.
Cependant, ce consensus n'est pas général, car en 2018, Martin Varricchio et ses collègues rejettent ces propositions, en citant le fait que le nom de genre Stenonychosaurus n'avait pas été utilisé depuis trente ans, depuis que Currie et ses collègues l'avaient mis en synonymie avec Troodon. Ils indiquent que, pour eux, « Troodon formosus reste le nom correct de ce taxon ».

## Description
Le premier fossile (une seule dent) a été découvert dans la formation de Judith River, dans le Montana aux États-Unis. D’autres spécimens furent par la suite trouvés dans le Nord des États-Unis, mais ont été réattribués aux genres Stenonychosaurus et Latenivenatrix en 2017,. Le genre ne serait donc désormais connu qu'à travers cette seule dent holotype, ce qui fait que l'on ne sait que très peu de choses de l'animal. On peut néanmoins supposer qu'il était comparable à Stenonychosaurus, l'ancien synonyme junior du genre.

## Répartition
Les fossiles de Troodon ont été trouvés dans des régions qui correspondaient à l'île-continent appelé « Asiamérique » au Crétacé supérieur.

## Culture populaire
Troodon est surtout connu médiatiquement pour son intelligence supposée en raison de la taille de sa cavité cérébrale par rapport à la taille de son corps, exceptionnellement grande pour un dinosaure, et de ses mains préhensiles à trois doigts avec des « pouces » partiellement opposables,.

### Troodondans les médias
Le troodon est très connu du public pour sa particularité intellectuelle supposée, il apparaît dans de nombreux médias :
- Nigel Marven ramène par inadvertance un troodon à Prehistoric Park, dans la série documentaire du même nom, lors du dernier épisode. L'animal causera un accident qui libérera toutes les créatures du parc ;
- Dans le film Sur la terre des dinosaures (2013), le troodon est l'un des dinosaures vu à l'écran, un troodon est d'ailleurs responsable du trou dans la collerette de Patchi, le protagoniste du film ;
- Le contrôleur du Dino Train est un troodon, espèce à la culture et à l'intelligence inégalées. Étant l'un des personnages principaux de la série, il apparaît régulièrement ;
- Les troodons apparaissent dans le jeu Jurassic Park: The Game, qui fait suite aux événements du premier film, où ils sont représentés comme des animaux venimeux qui pondent leurs œufs dans le corps d'autres animaux et possédant une intelligence similaire aux raptors. On découvre dans les notes du Dr Laura Sorkin que John Hammond, après avoir recréé et vu les animaux être venimeux, avait ordonné l'euthanasie complète de tous le spécimens, les jugeant trop dangereux. Les troodons furent cependant sauvés en cachette par Sorkin, qui ne pouvait se permettre de laisser une espèce s'éteindre une deuxième fois ;
- Dans les applications Android "Jurassic Park Builder" et "Jurassic World le jeu", il est possible de créer et d'élever des troodons. Dans le second jeu, il est possible de croiser un troodon avec un yutyranus pour débloquer un hybride : le Yudon ;
- Le troodon est présent dans le DLC "Secrets of Dr.Wu" du jeu Jurassic World : Evolution, où il a la capacité d’empoisonner ses proies ;
- Dans Lego Jurassic World (2015), il est possible de débloquer et d'incarner un troodon ;
- Dans le jeu L'Âge de glace 3 : Le temps des dinosaures (2009), adapté du film du même nom, les troodons font partie des ennemis du jeu que Buck doit vaincre. Des troodons apparaissent brièvement dans le film, avec cependant un air stupide ;
- Les troodons apparaissent dans le jeu de survie en ligne Ark: Survival Evolved, où il n'est possible de les apprivoiser qu'en leur sacrifiant des animaux domestiqués.

Puisque possédant une intelligence supérieure, des mains préhensiles, des pouces (partiellement) opposables et des avant-bras pivotables, ils ont souvent été imaginés par des auteurs de science-fiction comme utilisant des outils.

### Ledinosauroïde
En 1982, le paléontologue Dale Russell émit l'hypothèse (une uchronie) que si la grande extinction de la fin du Crétacé n'était pas intervenue il y a environ 66 Ma (millions d'années), Troodon aurait pu évoluer en êtres intelligents avec un corps de type humain, des mains à trois doigts, et un crâne très volumineux par augmentation de son coefficient d'encéphalisation ; un être imaginaire surnommé dinosauroïde. Il a commandé à l'artiste taxidermiste Ron Seguin la réalisation d'une sculpture de ce « dinosauroïde », réalisée en 1982, selon ses directives, et qui est exposée entre autres au musée canadien de la nature à Ottawa.
Dès les années 1980, cette hypothèse a été fortement critiquée. En effet, la plupart des paléontologues (comme par exemple les paléontologues américains Gregory S. Paul et Thomas R. Holtz, Jr.) estiment que la créature imaginée est bien trop anthropomorphique. En 2006, Darren Naish a fait valoir qu'un troodontidé à cerveau volumineux et très intelligent conserverait un plan corporel de théropodes classiques, avec une posture horizontale et une longue queue, et manipulerait des objets plutôt avec le museau et les pieds à la manière d'un oiseau, plutôt qu'avec des « mains » de type humain.
Cependant, la quasi-totalité des restes attribués à Troodon l'ayant rendu célèbre pour son intelligence imaginée, sont aujourd'hui attribués à Stenonychosaurus inequalis.